# Vadavannur
Vadavannur est un village et un gram panchayat situé dans le district de Palakkad au Kerala, en Inde.